# Осетини
Осети́ни (осет. ирæттæ, дигорæнттæ) — давній народ Північного Кавказу.

## Локалізація
Осетини живуть в історичній області Осетія. У цей час територіально це 2 національні автономії — Республіка Північна Осетія в складі РФ та самопроголошена держава Південна Осетія. Як і діаспори багатьох кавказьких народів, сформовані наприкінці XIX століття після російсько-кавказьких воєн, значна осетинська громада проживає на території Туреччини.
Чисельність осетинів у Росії становить 515 тис. осіб (перепис 2002); у Грузії — у Південній Осетії понад 65 тис. осіб (1989), на решті території Грузії — 38 028 осіб (перепис 2002 року); у Туреччині — понад 100 тис. осіб (оцінка, 1990-ті рр.)
Таким чином, загальна чисельність осетинів становить понад 700 тис. осіб (оцінка, 1990-ті).

## Етнічна історія і основні субетноси

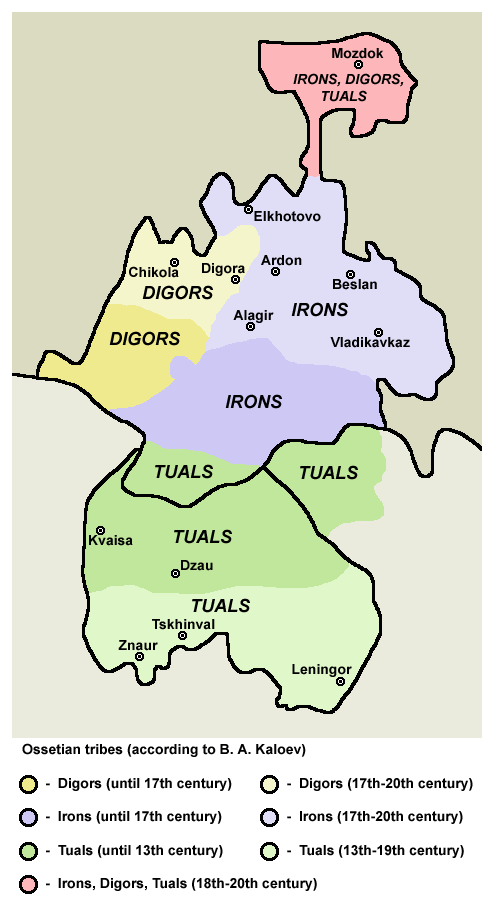

Сучасні осетини є нащадками алан, які були одним із сарматських племен. Близько 200 р. н. е. аланам вдалося зберегти майже всю свою культуру перед готською навалою: вони змогли створити державне утворення у межиріччі Дону й Волги.
Між 350 і 374 роками гуни знищили Аланське царство, але у VIII ст. централізована Аланія виникла на півнночі Кавказу, на землях теперішньої Кабардино-Балкарії, Ставропольського краю, Карачаєво-Черкесії, Інгушетії,  Північної Осетії. Вигідне розташування Аланії на Великому шовковому шляху сприяло піднесенню держави, яка у період розквіту Х—XI століть являла собою централізовану монархію і становила значну регіональну потугу. За сучасності спадщина Аланії є питанням суперечок між адигськими народами і осетинами.
У XIII ст. Аланія впала під натиском монголів. Аланів відтіснили з родючих долин на південь, у гірські ущелини Центрального Кавказу. На його північних відрогах утворились 4 великі спільноти, що відповідали племінному розподілу (Дігорське, Алагірське, Куртатінське, Тагаурське), на південних — велика кількість дрібніших удільних територій, що перебували під впливом грузинських феодалів. Інша частина алан мігрувала до Европи. Їх нащадками є Яси.  
Саме тоді, у пізньому Середньовіччі, почалось формування основних сучасних субетносів осетинів:
- Дігорці (дигорон) — найзахідніші осетини, що знаходились під впливом адигів (кабардинців), від яких, зокрема, сприйняли іслам. Зараз основними місцями проживання дігорців є 2 райони в Північній Осетії (Дігорський та Ірафський). Мусульманами є лише частинами дігорців Ірафського району.

- Кударці (къуыдайраг) — південна група осетинів, у грузинському регіоні Картлі. Після анексії Грузії Російською імперією в 1801 році, ця частина осетин сформувала Осетинський округ у складі Тифліської губернії (1846—1859), а вже за СРСР — у 1922 році отримала автономію в складі Грузинської РСР як Південна Осетія. Слід зазначити, що самоназвою даного субетносу є «ірон», від північних іронців вони відокремлюються лише за мовною ознакою (Кудара-Джавський говір іронського діалекту).

- Іронці (ирон) — група осетин-християн, землі яких, як і дігорців, у 1774 році були окуповані Російською імперією, а вже у 1920-х увійшли до складу новоствореної автономії в складі РРФСР Північна Осетія.

У XVIII—XIX ст. почалось переселення частини осетинів у долини. 
Південні осетини мають історичне протистояння з грузинами (1918—1920), яке особливо загострилось наприкінці 1980-х — на початку 1990-х років, і з розпадом СРСР призвело до самопроголошення самостійності Південної Осетії. 
Північні осетини брали участь в Осетино-інгушському конфлікті (1991—1992).                                                                                                                                  

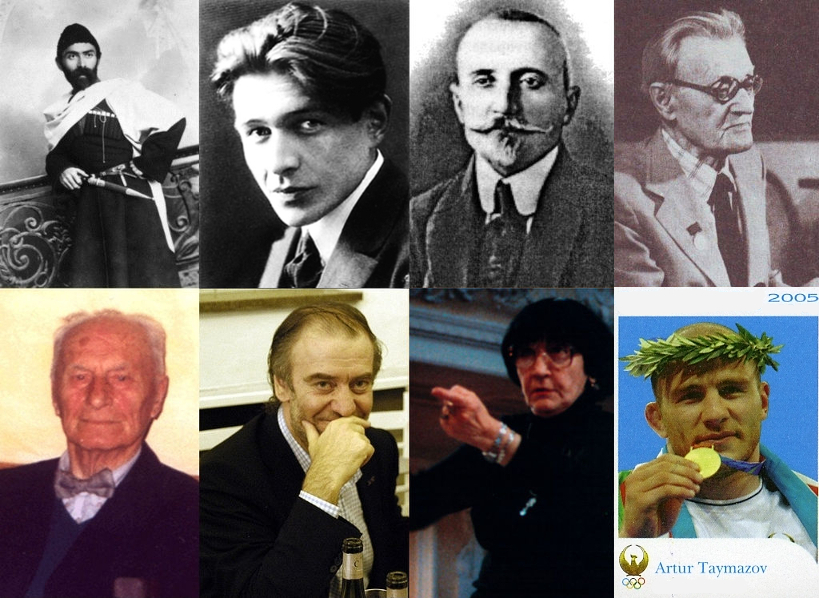
Відомі осетини

## Мова

Осетинська абетка

Осетинська мова належить до іранської групи індоєвропейської родини мов. Сучасна мова осетинів представлена 2 основними групами діалектів — іронська (Ірон) на Півночі і Півдні Осетії та дігорська (Дігурон) на заході Північної Осетії, що мають подальше членування на субдіалекти (туальський, ксанський та ін.).
В основу літературної норми покладено іронський діалект, а не більш архаїчний дігорський. 
Писемність осетинської мови — на основі кирилиці (з XIX ст.)

## Релігія
Більшість віруючих осетин вважаються православними, що прийняли християнство з Візантії в період з IV по IX століття. Невелика частина осетин сповідують іслам сунітського спрямування, сприйнятий у XVII—XVIII століттях від кабардинців. Але значна частина осетинів (50%) фактично є прихильниками традиційних осетинських вірувань.

### Історія становлення традиційних вірувань
Система релігійного світогляду осетинів була успадкована від далеких предків і в своїй основі має арійське коріння. Але в умовах відсутності духовенства, релігійної організації та писемності, вона з часом зазнавала значних змін .
Процес етногенезу осетинів на основі кавказьких аланів за участю місцевого кавказомовного субстрату (племен кобанської культури), очевидно, став основною складовою для становлення їхніх релігійно-культових уявлень .
Духовна культура південних осетинів безперервно збагачувалася за рахунок сусідства з християнською Грузією і тривалих, безперервних контактів з її населенням. Найінтенсивнішими ці процеси були за часів царювання в Грузії Цариці Тамари.
Християнські елементи в народній релігії осетинів частиною успадковувалися і від самих аланів, які в період політичного розквіту Аланії в X-XI століттях активно поширювали на своїй території православ'я. Ця політика також активно підтримувалася союзною Візантією .
У результаті монгольської навали в XIII столітті, ці процеси були перервані. У наступний після краху Аланії період і аж до вступу до складу Російської імперії, осетини ізольовано жили в умовах важкодоступних гірських ущелин вже без участі в духовному житті світової цивілізації. У цих умовах відбувався процес остаточного становлення сучасної релігійної культури осетинів, що нині характеризується як універсальна монотеїстична релігія православного християнства .

### Сучасна форма
Народна релігія осетинів має вигляд складної системи світогляду та культів, котра базується на найдавнішій  осетинській міфології (зокрема, відображеної в осетинському Нартівському епосі), яка характеризується наявністю єдиного Бога, що має епітети великий і єдиний.
Він створив Усесвіт і все, що в ньому є, в тому числі й нижчі небесні сили, що є покровителями різних стихій, матеріального світу та сфер людської діяльності, і котрі разом становлять підвладний йому пантеон: святі покровителі, небесні ангели і земні духи .
У народному календарі осетинів є свята, що відзначаються в честь Великого Бога та більшості святих, які супроводжуються молитовними бенкетами і жертвопринесеннями, котрі часто влаштовуються у присвяченим для них святилищах.
Святилищами можуть бути як певні культові споруди, так і священні гаї, гори, печери, купи каміння, руїни древніх каплиць і церков . Деякі з них шануються лише в окремих ущелинах або населених пунктах, а деякі є спільними для всіх осетинів.

## Виноски
1. ↑  Перепис населення РФ. Архів оригіналу за 2 лютого 2008. Процитовано 11 серпня 2008.
2. ↑  грузино-осетино-російський конфлікт і самопроголошення самостійності Південної Осетії крім значної еміграції, в першу чергу, грузин, також унеможливив проведення тут переписів населення. Останній такий відбувся ще за СРСР у 1989 році — тоді була зафіксована саме така кількість осетинів у республіці
3. ↑  Hewsen, Robert H. The Geography of Ananias of Širak: Ašxarhacʻoycʻ, the Long and the Short Recensions (English) .
4. ↑  Alani (ancient people) -- Encyclopedia Britannica. web.archive.org. 4 листопада 2013. Процитовано 6 травня 2025.
5. ↑  Sabitov, Zhaxylyk M. Происхождение гаплогруппы G2a1a у осетин Russian Journal of Genetic Genealogy. (Русская версия) 2011. Том 3. №1. С.61-69.
6. ↑  Waldman та Mason, 2006, с. 12—14, 572—573
7. ↑  Джанайты С. Х. Три слезы Бога. — Владикавказ, 2007
8. ↑  Абаев В. И. Осетинский язык и фольклор. — М.—Л., 1949
9. ↑  Блиев М. М., Бзаров Р. С. История Осетии с древнейших времён до конца XIX века. — Владикавказ, 2000
10. ↑  Камболов Т. Т. Языковая ситуация и языковая политика в Северной Осетии: история, современность, перспективы. Глава IV. — Владикавказ, 2007
11. ↑  Дзадзиев А. Б., Дзуцев Х. В., Караев С. М. Этнография и мифология осетин. Краткий словарь. — Владикавказ, 1994
12. ↑  Агънаты Г. Ирон æгъдæуттæ. — Дзæуджыхъæу, 1999
13. ↑  Агнаев Г. Осетинские обычаи. — Владикавказ, 1999

| Етнографія | Це незавершена стаття з етнографії. Ви можете допомогти проєкту, виправивши або дописавши її. |